# Božidar Miletić
Božidar Miletić (ur. 17 sierpnia 1927) – lekkoatleta specjalizujący się w rzucie oszczepem, który reprezentował Jugosławię.
W 1959 zdobył srebrny medal igrzysk śródziemnomorskich uzyskując wynik 73,80. Uczestnik mistrzostw Europy w Belgradzie (1962) - z rezultatem 72,75 zajął 19. miejsce i nie uzyskał awansu do finału. Medalista mistrzostw Jugosławii, reprezentant kraju w meczach międzypaństwowych także przeciwko drużynie Polski. Rekord życiowy: 76,74 (27 czerwca 1964, Berlin).